# Hattenhofen (Göppingeni járás)
Hattenhofen település Németországban, azon belül Baden-Württembergben. Lakosainak száma 2966 fő (2023. december 31.).

## Népesség
A település népessége az elmúlt években az alábbi módon változott:
| Lakosok száma | 2119 | 2977 | 2989 | 2960 | 2966 | 2966 |
|               | 1975 | 2017 | 2019 | 2021 | 2022 | 2023 |